# Lechaue westlich Todtenweis
Das Naturschutzgebiet Lechaue westlich Todtenweis befindet sich östlich des Lechs westlich von Todtenweis im Landkreis Aichach-Friedberg in Bayern. Es ist 140,64 Hektar groß und wurde am 28. Oktober 1992 unter Naturschutz gestellt.
Das Gebiet ist ein Auwaldkomplex innerhalb des Landschaftsschutzgebiets Lechauwald bei Todtenweis und Rehling. Es enthält Weichholzauen mit ausgeprägtem Flutrinnen-Relief. Durch eine frühere Nutzung als Streuwiesen sind größere Brennen entstanden. Diese Offenland-Areale sind heute für das Naturschutzgebiet besonders prägend und enthalten artenreiche Rasen mit wechselfeuchten Knollenkratzdistel-Pfeifengraswiesen (Cirsio tuberosi-Molinietum). Sie werden durch Mahd offengehalten und sollen im Rahmen des Lechtal-Projekts schrittweise erweitert werden. An den Wiesen befinden sich zahlreiche Hochsitze für Jäger.
Außerdem enthält das Naturschutzgebiet, das Teil der Biotopbrücke Lechtal ist, einen naturnahen Aubach („Wandwasser“) und einige regenerierte Abbaugewässer.

## Weg und Umgrenzungen
Es gibt einen begehbaren Weg, der von Osten her in das Naturschutzgebiet zu den Weihern hinführt.
Im Westen wird das Naturschutzgebiet durch einen Damm gegen den Lech hin geschützt. Im Osten grenzen Felder an, hier ist das Gebiet mit einem niedrigen Elektrozaun abgegrenzt.

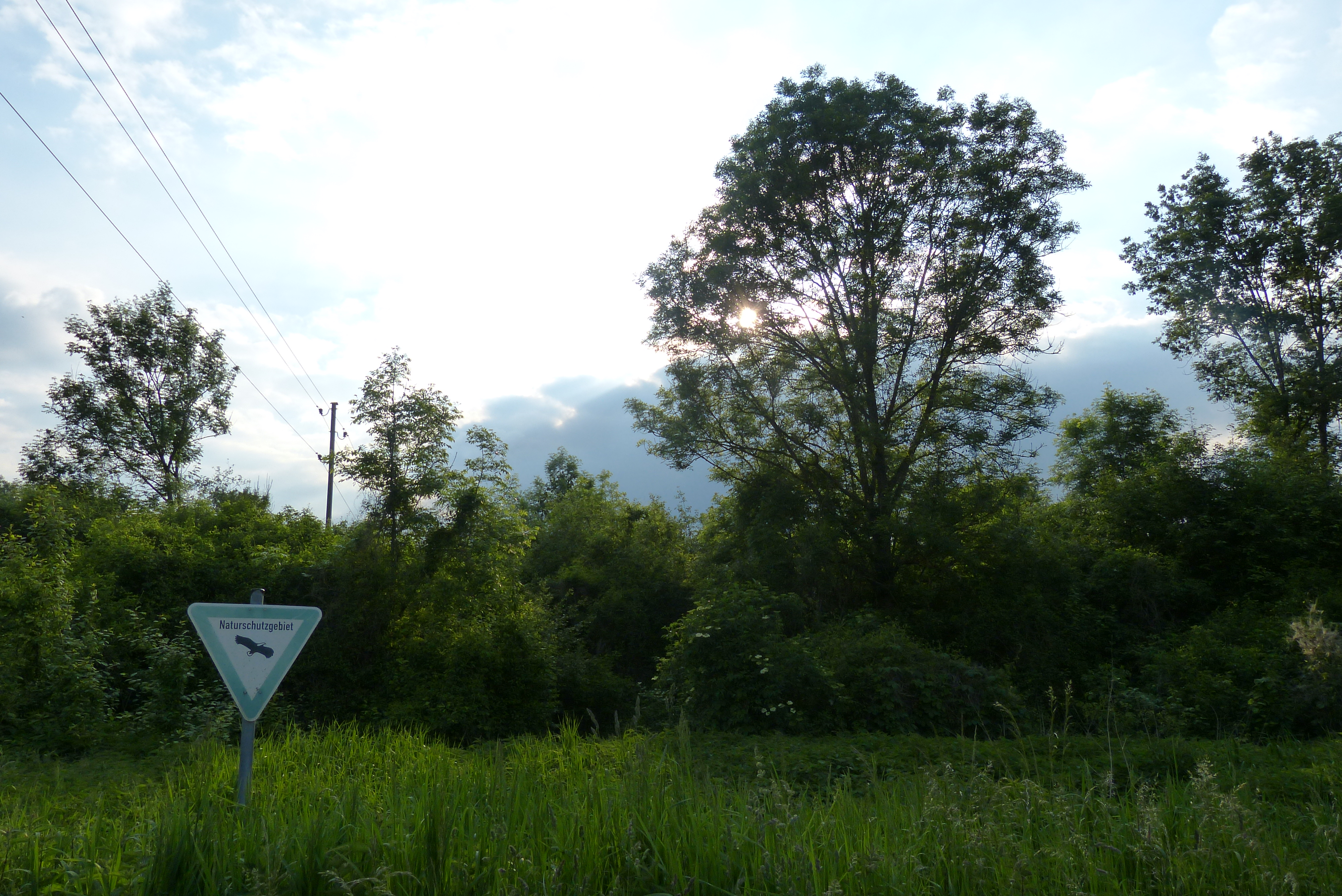
Schild am Südende des Naturschutzgebiets
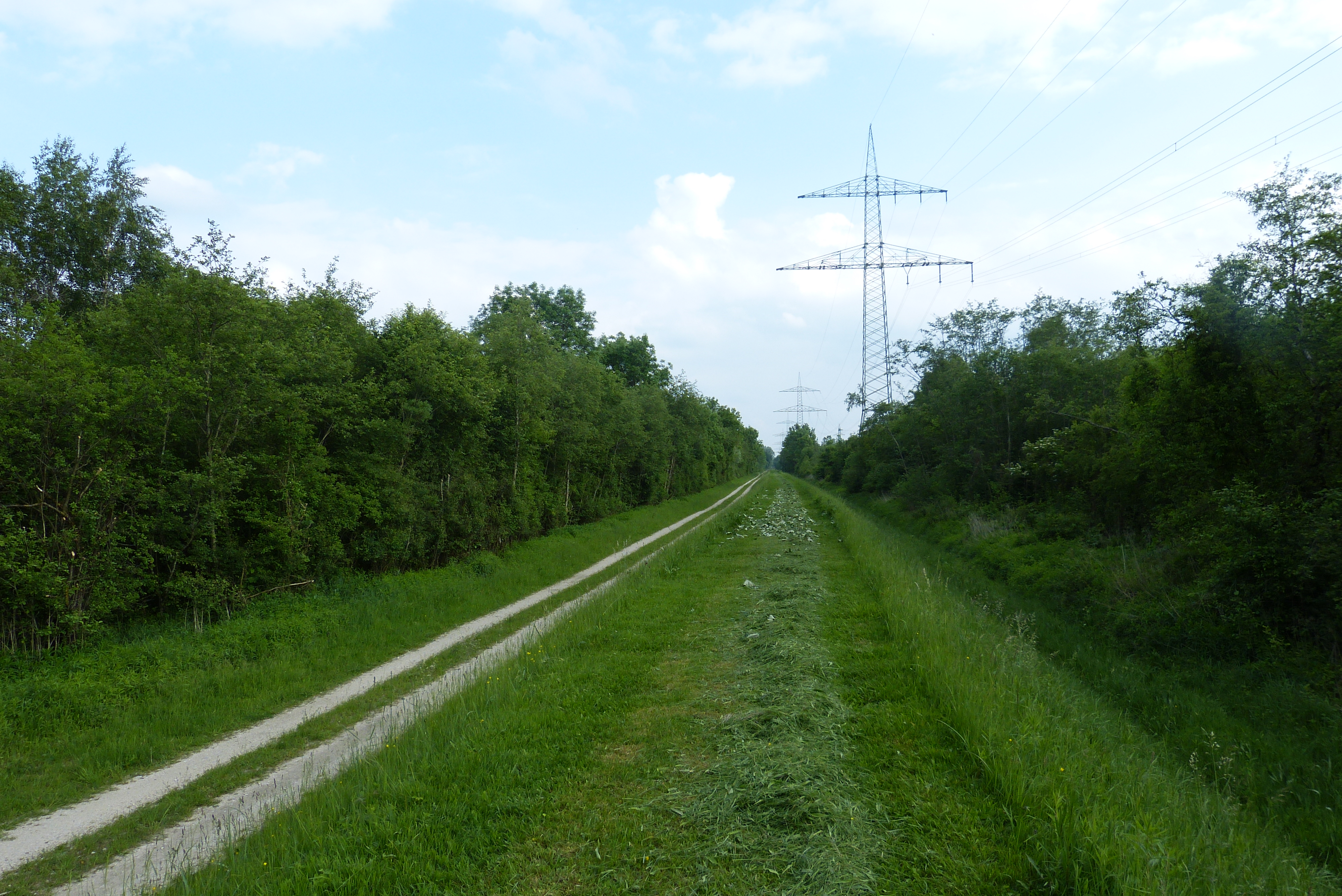
Damm im Westen
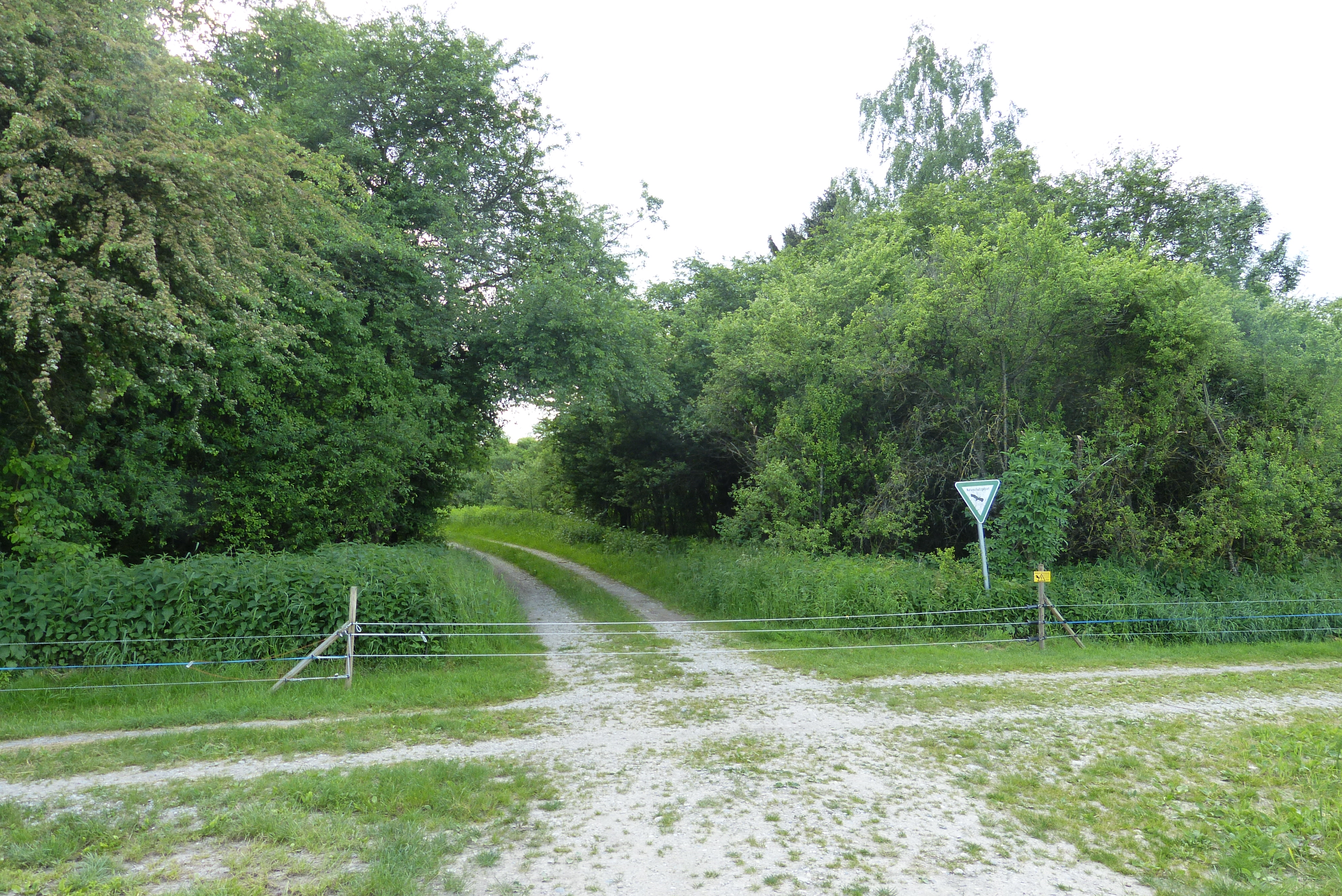
Weg von Osten ins Naturschutzgebiet (über einen niedrigen Elektrozaun)
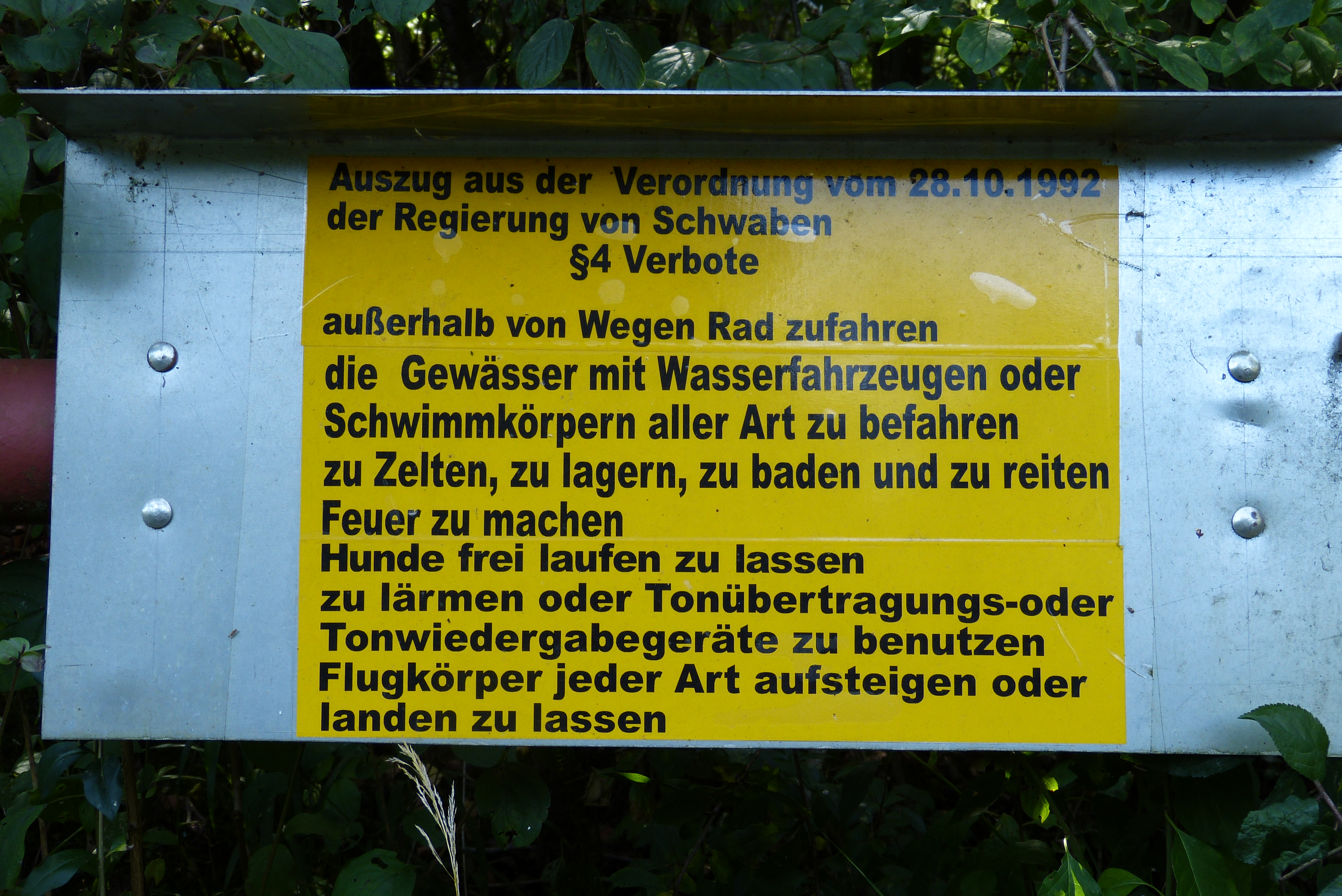
Hinweis auf Verbote
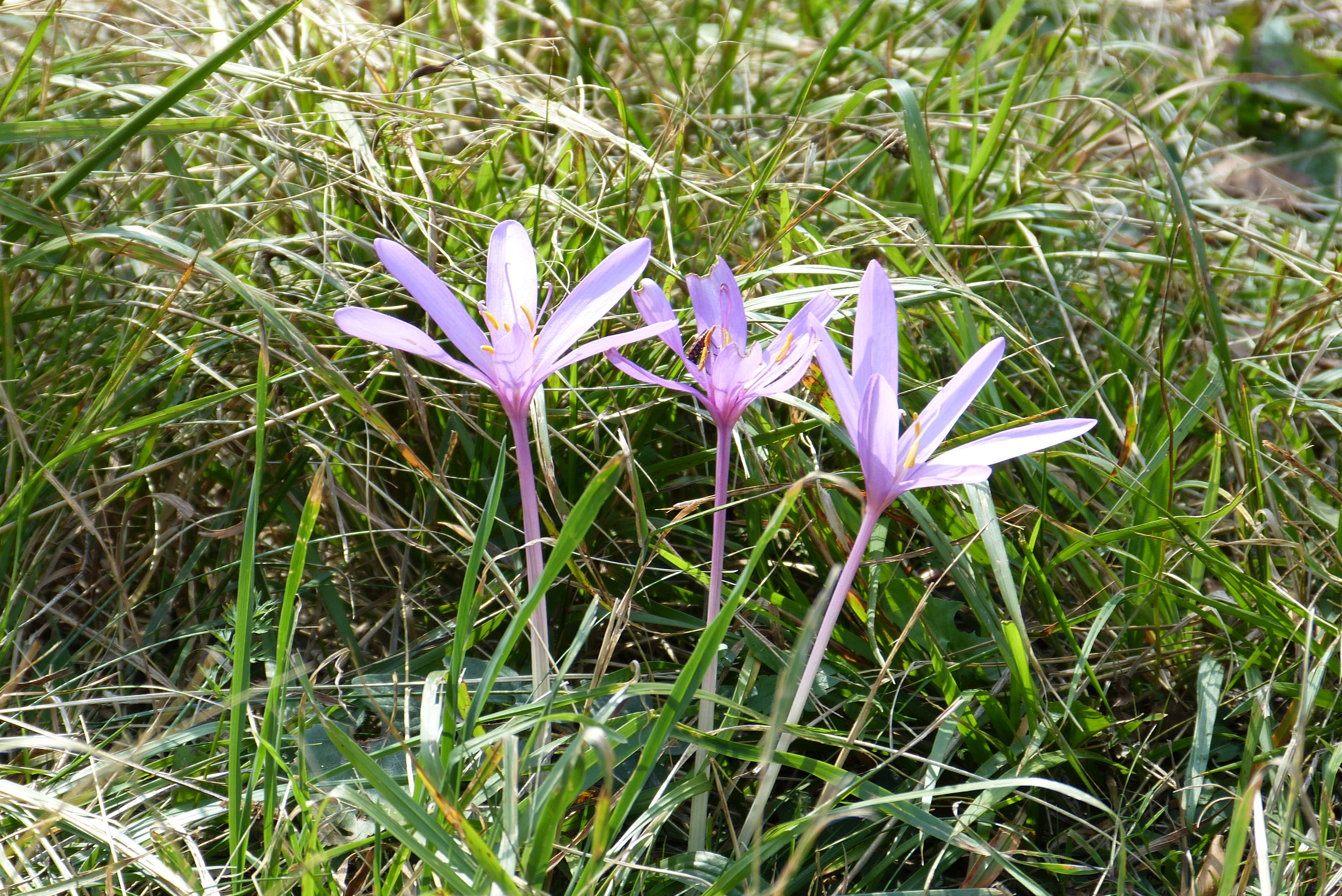
Im Herbst blühen auf den gemähten Wiesen Herbstzeitlosen
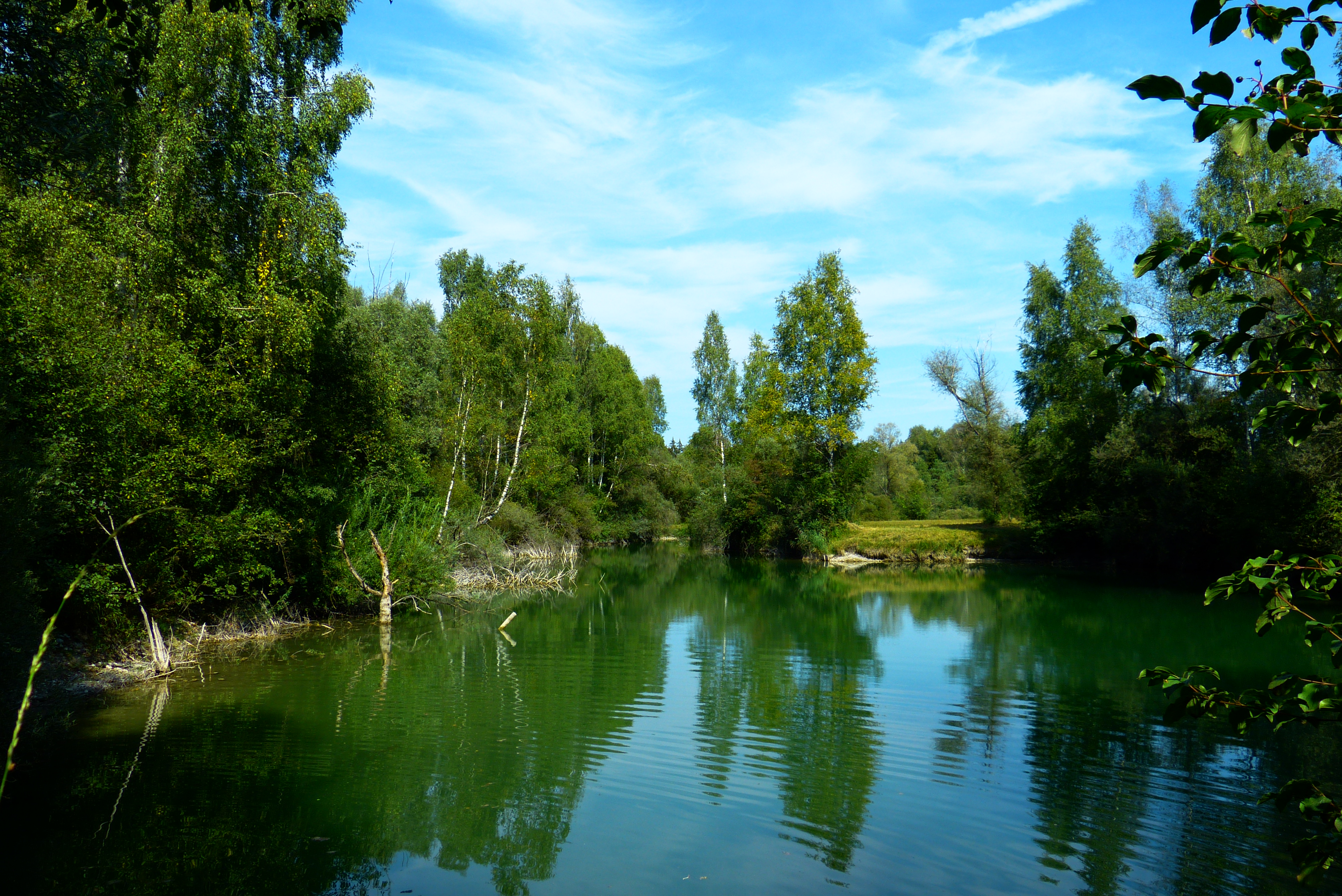
Regenerierter Weiher im Naturschutzgebiet